# Pont de Sainte-Marie-de-Beauce
Le pont de Sainte-Marie-de-Beauce est un pont enjambant la rivière Chaudière à Sainte-Marie au Québec.

## Histoire
Un pont de 91,5 m est construit en 1818 pour rejoindre les deux rives. Il comporte une seule arche de bois, basée sur la conception de John Bragg. Le pont s'écroule cependant en 1820. Il en est de même pour le nouveau pont construit en 1831 et emporté par la crue du printemps.
Un pont sur chevalets est érigé en 1848. Démonté à l'automne pour éviter sa destruction par la montée des eaux au printemps, il ne sert que durant l'été.
Un nouveau pont permanent, toujours en bois, est construit en 1885. Il subit le même sort que les précédents. Finalement, il faut attendre 1897 pour qu'un pont métallique à deux arches relie les deux rives. Le pont est cependant abîmé par les débris du pont de Vallée-Jonction, emporté à son tour par la débâcle.
Le pont suivant est construit en 1918. Également en métal, il est composé de deux travées de 70 mètres reposant sur le pilier du pont précédent. Après de multiples débats, le pont est sacrifié et démoli en 2003 pour faire place au pont actuel.

## Description
Au lieu d'un pont droit, le nouveau pont est courbe avec un rayon de 450 mètres. Construit en acier, il se situe au centre-ville de Sainte-Marie. Il comporte trois travées pour une longueur totale du tablier de 152 mètres. La largeur du tablier est de 16,5 mètres. Des réverbères installés de part et d'autre le long des garde-fous en métal assurent l'éclairage.

## Sources
- Louise Mercier, « Sainte-Marie-des-Ponts », Continuité no 95,‎ hiver 2003, p. 43-44 (ISSN 0714-9476, lire en ligne)
- Jacques Blouin, Construction du pont de Ste-Marie-de-Beauce, avril 2004, 10 p. (lire en ligne)
- « Histoire de Ponts | BeauceMagazine.com », sur beaucemagazine.com (consulté le 29 août 2018)